# David Snoke
David W. Snoke (...) è un fisico statunitense, professore di fisica presso il Dipartimento di Fisica e Astronomia dell'Università di Pittsburgh.
Nel 2006 è stato eletto Fellow dell'American Physical Society "per il suo lavoro pionieristico sulla comprensione sperimentale e teorica dei processi ottici dinamici nei sistemi di semiconduttori". 

## Biografia
Snoke ha conseguito il dottorato di ricerca in fisica presso l'Università dell'Illinois (Urbana-Champaign). Ha lavorato per la Aerospace Corporation ed è stato visiting scientist e Fellow presso l'Istituto Max Planck. 
La sua ricerca si è concentrata sullo studio degli elettroni   e degli eccitoni,  
David Snoke è un sostenitore dell'Intelligent Design. Nel 2004, Snoke fu autore di un articolo con Michael Behe, senior fellow del Center for Science and Culture del Discovery Institute nella rivista scientifica Protein Science,  che ha ricevuto critiche diffuse. Behe ha dichiarato che i risultati dell’articolo supportano la sua nozione di complessità irriducibile, basata sul calcolo della probabilità di mutazioni necessarie affinché si abbia l'evoluzione. Tuttavia, la versione pubblicata non ha affrontato direttamente il concetto; secondo il Behe, tutti i riferimenti alla complessità irriducibile sono stati eliminati prima della pubblicazione del giornale per volere revisori.  
Nonostante ciò, il Discovery Institute elenca questa pubblicazione tra quelle in sostegno della teoria del Disegno intelligente che hanno passato la revisione paritaria. 
L'articolo ha originato una risposta del genetista Michael Lynch,  alla quale Behe e Snoke hanno controbattuto.  Protein Science ha pubblicato un editoriale in cui queste pubblicazioni sono state discusse. 